# Victor Ray Ennis
Victor Ray Ennis (geb. vor 1990) ist ein Tontechniker.

## Leben
Ennis begann seine Karriere Anfang der 1990er Jahre und hatte sein Debüt mit dem US-amerikanisch-japanischen Science-Fiction-Film Starfire von Richard C. Sarafian, der in den USA direkt auf Video veröffentlicht wurde. Im selben Jahr war er mit Kevin – Allein zu Haus an einer deutlich erfolgreicheren Hollywoodproduktion beteiligt. Er war zwischen 2012 und 2016 drei Mal für den Golden Reel Award nominiert. 2012 erhielt er gemeinsam mit Lon Bender eine Nominierung für den Oscar in der Kategorie Bester Tonschnitt für den Thriller Drive.

## Filmografie (Auswahl)
- 1990: Kevin – Allein zu Haus (Home Alone)
- 1992: Stop! Oder meine Mami schießt! (Stop! Or My Mom Will Shoot)
- 1993: Ein verrücktes Paar (Grumpy Old Men)
- 1994: Natural Born Killers
- 1995: Nixon
- 1998: Verhandlungssache (The Negotiator)
- 1999: End of Days – Nacht ohne Morgen (End of Days)
- 2000: Mission: Impossible II (The Last Samurai)
- 2003: Last Samurai
- 2006: Mission: Impossible III
- 2009: Star Trek
- 2011: Drive
- 2012: Prometheus – Dunkle Zeichen (Prometheus)
- 2013: The Last Stand

## Nominierungen (Auswahl)
- 2012: Oscar-Nominierung in der Kategorie Bester Tonschnitt für Drive